# The Arizona Republic
The Arizona Republic es un tradicional e influyente periódico del estado de Arizona que se edita desde fines del siglo XIX, antes de que Arizona se convirtiera en el estado número 48 de Estados Unidos.

## Historia
El diario fue fundado en 1890 como “The Arizona Republican”, nombre que cambió por “The Arizona Republic” en 1930. Inicialmente circulaba en la ciudad de Phoenix, la capital del por entonces Territorio de Arizona. Desde sus páginas y editoriales, el periódico apoyó los esfuerzos para la creación del estado de Arizona, hecho que aconteció en 1912.
En 1946, el diario fue adquirido por Eugene Pulliam, quién también compró los periódicos The Phoenix Gazette y Arizona Weekly Gazette. 
A fines de la década de 1990, el diario lanzó su versión electrónica en el sitio Azcentral.com. 
Actualmente, el diario es propiedad de Gannett Inc, compañía que edita el popular Usa Today y otros diarios regionales como The Cincinnati Enquirer, The Indianapolis Star y Detroit Free Press. En Phoenix, AzCentral también edita La Voz, periódico en español destinado a la importante proporción de hispanos que residen en el estado.

### Plagio de Sari Horwitz
En marzo de 2011, la reportera de The Washington Post, Sari Horwitz fue suspendida en sus actividades luego de que se detectara que plagió contenido publicado previamente por The Arizona Republic. Horwitz, ganadora de varios Premios Pulitzer, copió literalmente 10 párrafos (sobre un total de 15) de una investigación sobre Jared Lee Loughner, el presunto responsable material del Tiroteo de Tucson, que en enero de 2011 causó 6 muertos y 14 heridos, incluyendo a la representante demócrata Gabrielle Giffords. 
Ante el escándalo desatado, The Washington Post se disculpó con The Arizona Republic y con los lectores y decidió suspender a Horwitz por un período de tres meses.

## Línea editorial
Aunque el diario históricamente apoyó a todos los candidatos del Partido Republicano a la presidencia, en 2016 se inclinó a favor de la candidatura de Hillary Clinton, en un hecho sin precedentes.